# Kenneth Rexroth
Kenneth Rexroth (22 de diciembre de 1905 - 6 de junio de 1982) fue un escritor, poeta y artista estadounidense. Es considerado uno de los padres de la Contracultura norteamericana.
Rexroth tuvo dos hijas, Mary (quien más tarde cambió su nombre a Mariana) y Katharine, con su tercera esposa, Marthe Larsen.

## Vida y obra

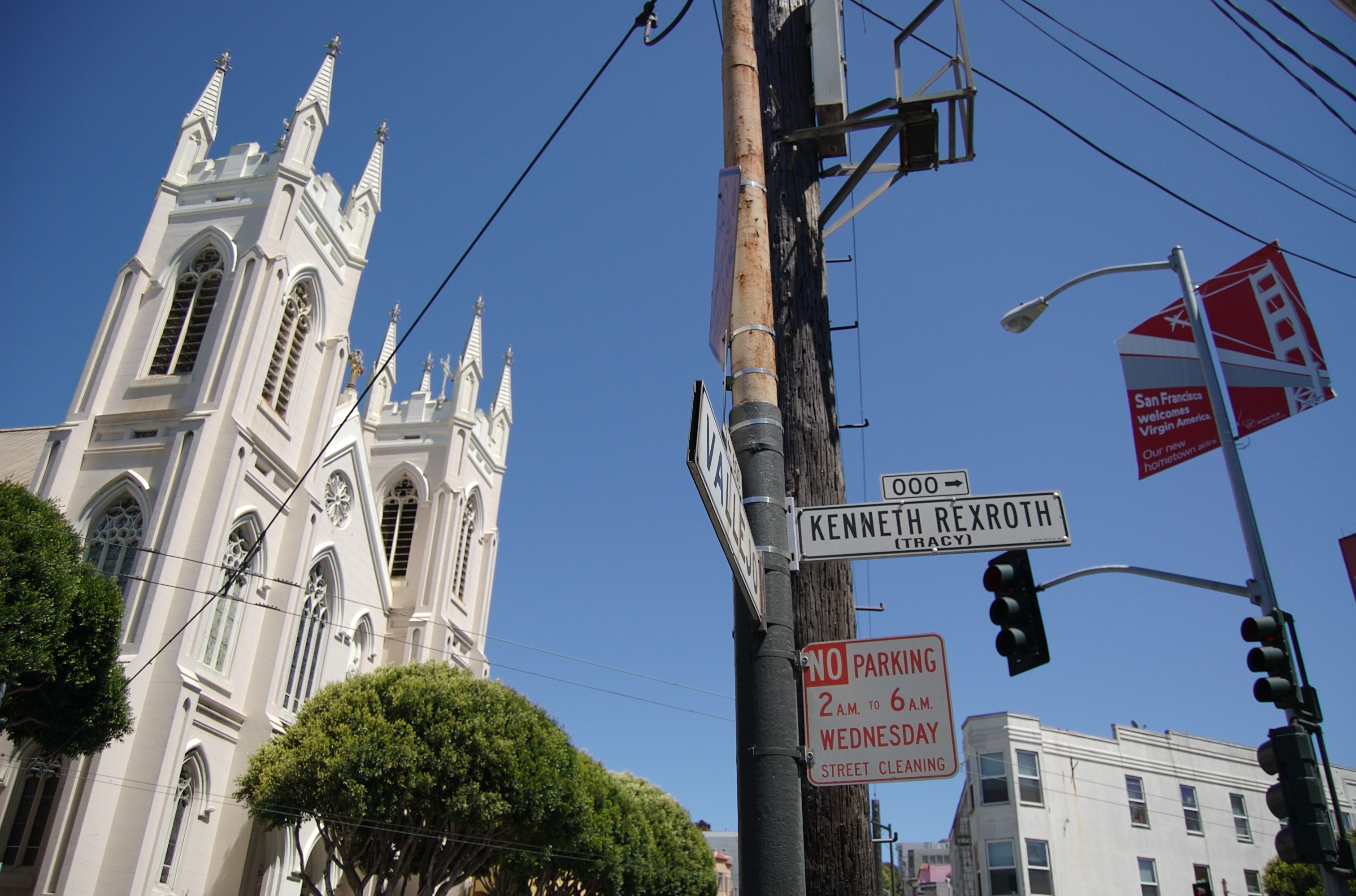
Kenneth Rexroth Street en San Francisco, California

Nació en el Estado de Indiana en 1905, en el seno de una familia de antiesclavistas, socialistas, anarquistas, feministas y librepensadores. Recibió una educación cultivada y poco convencional cuando aún era niño y se quedó huérfano a la edad de doce años. Pasó la mayor parte de su adolescencia en Chicago, donde trabajó como reportero y colaboró en el negocio de un café de jazz, mezclándose con los músicos, artistas, escritores, radicales y excéntricos que constituían el mundo bohemio de los años veinte. De formación casi por completo autodidacta (sólo fue al colegio durante cinco años), devoraba toda clase de libros, escribía poesía, pintaba cuadros abstractos, trabajaba en el teatro vanguardista y empezó a estudiar por su cuenta varios idiomas. Antes de haber cumplido los veinte años ya había recorrido el país en auto-stop, dedicándose a trabajar los veranos en el lejano oeste como mozo y cocinero para los cow-boys; también trabajó en granjas y en tareas forestales, y un día consiguió enrolarse en un barco para ir a París.
Estas precoces aventuras las relata en su autobiografía. Al principio parece que el libro va a tratar más de otros personajes que de él mismo: Louis Armstrong, Alexander Berkman, Clarence Darrow, Eugene V. Debs, Marcel Duchamp, Emma Goldman, D. H. Lawrence, Diego Rivera, Carl Sandburg, Edward Sapir, Sacco y Vanzetti, todos aparecen brevemente. Además, el libro presenta una gran variedad de personajes: anarquistas , comunistas, wobblies (pertenecientes a la IWW), dadaístas, surrealistas, ocultistas, prostitutas, policías, delincuentes, jueces, carceleros, vagabundos, rústicos, indios, cow-boys, leñadores... Se trata de una autobiografía fascinante, no solo por la increíble y variada suma de experiencias del propio Rexroth, sino por su evocación de la subcultura radical libertaria americana que desapareció a comienzos de siglo y por las imágenes que ofrece de la bohemia de los años veinte que anticipaban la contracultura mundial que más tarde llegaría. 
En 1927 Rexroth se instala en San Francisco. Decía que esa ciudad le gustaba porque estaba cerca de las montañas del Oeste, lejos del dominio cultural de Nueva York, y también porque era prácticamente la única ciudad importante de Estados Unidos que no estaba poblada por puritanos sino por “jugadores, prostitutas, granujas y buscadores de fortuna”. Durante los años treinta y cuarenta Rexroth desempeña un papel muy activo en muchos grupos libertarios, en defensa de los derechos civiles y en contra de la guerra (durante la Segunda Guerra Mundial se declaró objetor de conciencia), y es el principal mentor del fermento cultural y literario que conducirá al “Renacimiento de San Francisco” después de la guerra. Durante los años cincuenta y sesenta escribe poemas, obras de teatro, ensayos y artículos de crítica social, traduce poesía de siete idiomas, presenta críticas de libros y programas en la radio independiente KPFA, y organiza por primera vez lecturas de poemas acompañadas de jazz.
En 1968 se traslada a Santa Bárbara, en el sur de California, donde imparte cursos sobre poesía y música underground y donde, a excepción de algunas largas visitas a Japón, vivirá hasta su muerte en 1982.

## Obras en castellano
- Kenneth Rexroth, Novela autobiográfica, Pepitas de Calabaza, Logroño, 2015. Traducción de Carlos Manzano. ISBN 978-84-15862-47-5
- Kenneth Rexroth, Cita con los clásicos, Pepitas de Calabaza, Logroño, 2014. Traducción de Federico Corriente. ISBN 978-84-15862-23-9
- Kenneth Rexroth, Desconexión y otros ensayos, Pepitas de Calabaza, Logroño, 2009. Traducción de Esther Quintana, Enrique Alda y Suzanne Carey. ISBN 978-84-936367-7-7
- Kenneth Rexroth, Cien poemas japoneses, Gadir Editorial, Madrid 2007. Traducción de Carlos Manzano. ISBN 978-84-936033-2-8
- Kenneth Rexroth, Actos sacramentales: poemas, Gadir Editorial, Madrid 2005. Traducción de Carlos Manzano. ISBN 978-84-934045-6-X
- Kenneth Rexroth y Ling Chung, El barco de orquídeas: poetisas de China, Madrid 2006. Traducción de Carlos Manzano. ISBN 978-84-935237-0-4

## Todas sus obras como autor
- In What Hour? (1940). New York: The Macmillan Company
- The Phoenix and the Tortoise (1944). New York: New Directions Press
- The Art of Worldly Wisdom (1949). Prairie City, Il: Decker Press (reissued in 1953 by Golden Goose and 1980 by Morrow & Covici)
- The Signature of All Things (1949). New York: New Directions
- Beyond the Mountains: Four Plays in Verse (1951). New York: New Directions Press
- The Dragon and the Unicorn (1952). New York: New Directions Press
- Thou Shalt Not Kill: A Memorial for Dylan Thomas (1955). Mill Valley: Goad Press
- In Defense of the Earth (1956). New York: New Directions Press
- Bird in the Bush: Obvious Essays (1959) New York: New Directions
- Assays (1961) New York: New Directions (essays)
- Natural Numbers: New and Selected Poems (1963). New York: New Directions
- Classics Revisited (1964; 1986). New York: New Directions (essays).
- Flower Wreath Hill: Later Poems (1991)
- Collected Shorter Poems (1966). New York: New Directions.
- An Autobiographical Novel (1966). New York: Doubleday (prose autobiography)(expanded edition 1991 by New Directions)
- Heart's Garden, The Garden's Heart (1967). Cambridge: Pym-Randall Press
- Collected Longer Poems (1968). New York: New Directions.
- The Alternative Society: Essays from the Other World (1970). Herder & Herder.
- With Eye and Ear (1970) Herder & Herder.
- American Poetry in the Twentieth Century (1971). New York: Herder & Herder (essay).
- Sky, Sea, Birds, Trees, Earth, House, Beasts, Flowers (1971). Santa Barbara: Unicorn Press
- The Elastic Retort: Essays in Literature and Ideas (1973). Seabury.
- Communalism: From Its Origins to the Twentieth Century (1974). Seabury (non-fiction).
- New Poems (1974). New York: New Directions
- The Silver Swan (1976). Port Townsend: Copper Canyon Press
- On Flower Wreath Hill (1976). Burnaby, British Columbia: Blackfish Press
- The Love Poems of Marichiko (1978). Santa Barbara: Christopher's Books
- The Morning Star (1979) New York: New Directions
- Saucy Limericks & Christmas Cheer (1980). Santa Barbara: Bradford Morrow
- Between Two Wars: Selected Poems Written Before World War II (1982). Labyrinth Editions & The Iris Press
- Selected Poems (1984). New York: New Directions
- World Outside the Window: Selected Essays (1987). New York: New Directions
- More Classics Revisited (1989). New York: New Directions (essays).
- An Autobiographical Novel (1964; expanded edition, 1991). New York: New Directions
- Kenneth Rexroth & James Laughlin: Selected Letters (1991). New York: Norton.
- Flower Wreath Hill: Later Poems (1991). New York: New Directions.
- Sacramental Acts: The Love Poems (1997). Copper Canyon Press.
- Swords That Shall Not Strike: Poems of Protest and Rebellion (1999). Glad Day.
- Complete Poems (2003). Port Townsend: Copper Canyon Press.
- In the Sierra: Mountain Writings (2012). New York: New Directions (poems and prose).